# Chartres-de-Bretagne
Chartres-de-Bretagne (bretonisch: Karnod) ist eine französische Gemeinde mit 8.678 Einwohnern (Stand: 1. Januar 2022) im Département Ille-et-Vilaine in der Region Bretagne. Chartres-de-Bretagne liegt im Arrondissement Rennes und gehört zum Kanton Bruz.

## Geografie
Die Gemeinde liegt etwa fünf Kilometer südsüdwestlich von Rennes am Fluss Seiche. Umgeben wird Chartres von den Nachbargemeinden Saint-Jacques-de-la-Lande im Norden, Noyal-Châtillon-sur-Seiche im Osten, Pont-Péan im Süden und Bruz im Westen. 
Durch die Gemeinde führt die Route nationale 137 von Rennes nach Nantes. 

## Bevölkerungsentwicklung
| 1962                       | 1968 | 1975 | 1982 | 1990 | 1999 | 2006 | 2017 |
| -------------------------- | ---- | ---- | ---- | ---- | ---- | ---- | ---- |
| 1770                       | 1579 | 3100 | 4869 | 5543 | 6467 | 6889 | 7800 |
| Quellen: Cassini und INSEE |      |      |      |      |      |      |      |

## Sehenswürdigkeiten

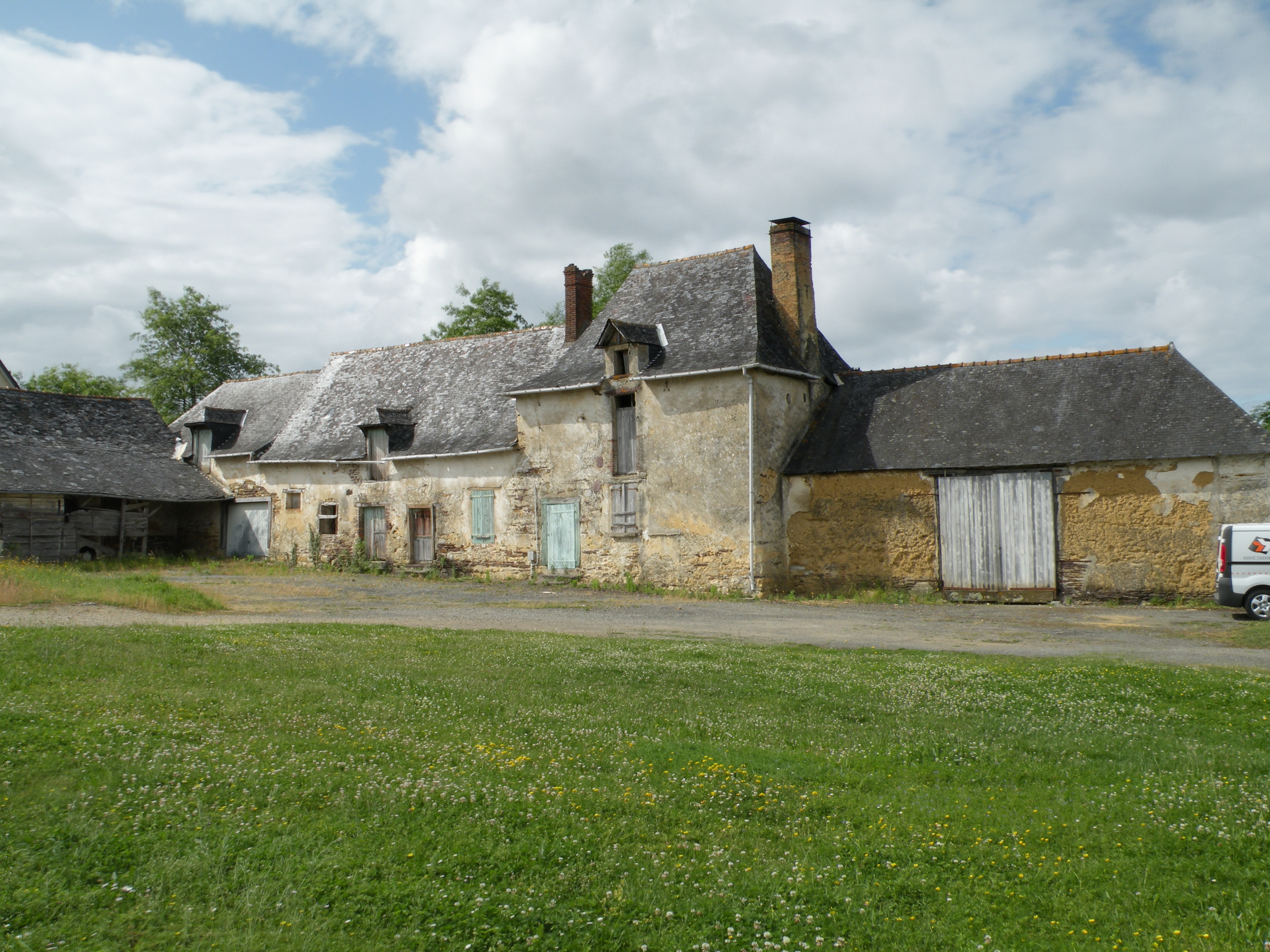
Grande Chardonnière

- Château de Fontenay, erbaut im 12. Jahrhundert, seit April 1975 Monument historique, mit Kapelle

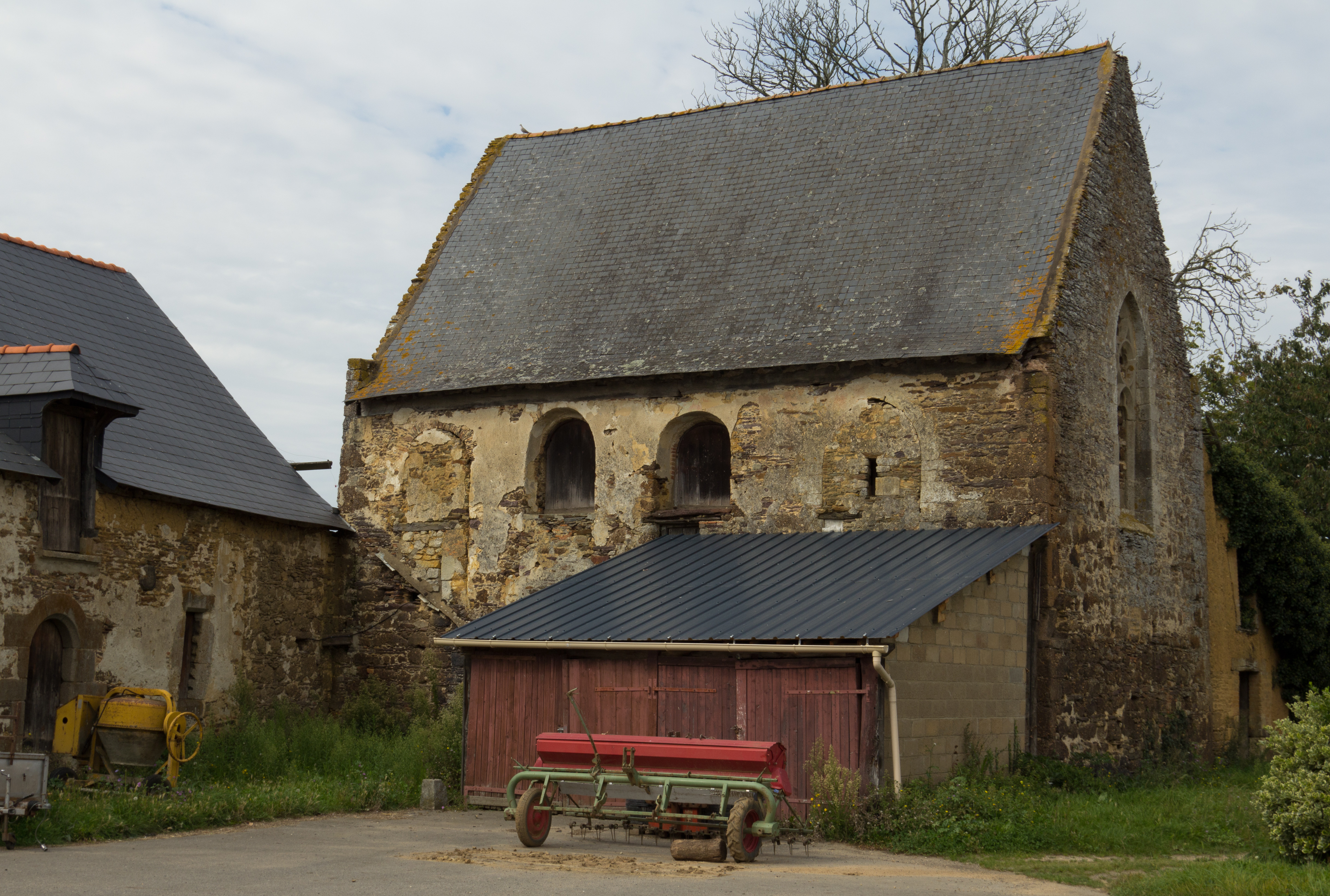
Kapelle am Château de Fontenay

- Kalkofen, als Monument historique im Mai 1987 eingetragen
- Kirche Saint-Martin (erbaut zwischen 1868 und 1873)
- Kapelle Notre-Dame-des-Poitiers aus dem 19. Jahrhundert
- altes Priesterkolleg aus dem Jahre 1733

## Gemeindepartnerschaften
- Newcastle West, County Limerick, Irland
- Saint-Anthème, Auvergne, Frankreich
- Lwówek, Woiwodschaft Großpolen, Polen
- Călărași Große Walachei, Rumänien, seit 2000
- Haßmersheim, Baden-Württemberg, Deutschland
- Mopti, Mali

## Wirtschaft
Seit 1960 unterhält Citroën, heute PSA, eine Fabrik im Ort.